# Cefn Druids Association Football Club
El Cefn Druids Association Football Club (en galés: Clwb Pêl-droed Derwyddon Cefn) es un club de fútbol de Gales, con sede en Cefn-Mawr. Fue fundado en 1872 y compite en la North East Wales Championship, quinta división del fútbol galés.

## Historia
El club fue fundado en 1872 por Llewelyn Kenrick como Druids FC, quien más tarde fundaría la Asociación de Fútbol de Gales. El club sería reufundado en 1992 luego de la fusión del Cefn Albion F.C. y del Druids United F.C.. Dependiendo del patrocinio, el club fue renombrado Flexsys Cefn Druids F.C. en 1998 y NEWI Cefn Druids F.C. en 2003 (nombre que lleva en la actualidad, debido al patrocinio del North East Wales Institute of Higher Education). Queda por verse si el club será renombrado nuevamente el verano próximo de 2008, debido a que el NEWI se transformará en la Universidad Glyndwr. El equipo juega en el estadio de Plaskynaston Lane, en Cefn Mawr.

## Palmarés

### Torneos nacionales
- Copa de Gales (8): 1879-80, 1880-81, 1881-82, 1884-85, 1885-86, 1897-98, 1898-99, 1903-04
- Segunda División de Gales (2): 1998-99, 2013-14
- Copa Amateur de Gales (1): 1902-03

## Participación en competiciones de la UEFA
| Temporada | Torneo             | Ronda            | Rival  | Ida | Vuelta | Global |
| --------- | ------------------ | ---------------- | ------ | --- | ------ | ------ |
| 2012–13   | UEFA Europa League | Clasificatoria 1 | MYPA   | 0–0 | 0–5    | 0–5    |
| 2018-19   | UEFA Europa League | Preliminar       | Trakai | 1–1 | 0–1    | 1–2    |

- Datos: Q1777557